# Ozadivka, Berdîciv
Ozadivka (în ucraineană Озадівка) este localitatea de reședință a comunei Ozadivka din raionul Berdîciv, regiunea Jîtomîr, Ucraina.
Localitatea face parte din regiunea istorică Volânia, iar după tratatul de pace de la Riga din 1921 a devenit parte a Uniunii Sovietice.

## Demografie
Componența lingvistică a localității Ozadivka
     Ucraineană (96,96%)
     Rusă (2,94%)
Conform recensământului din 2001, majoritatea populației localității Ozadivka era vorbitoare de ucraineană (96,96%), existând în minoritate și vorbitori de rusă (2,94%).